# San Julián (barrio)
San Julián es un barrio que se encuentra en el Distrito 4 - Sur  de Burgos (Castilla y León, España), en la margen izquierda del Arlanzón y junto al Bulevar. 

## Monumentos
- Real Monasterio de San Agustín
- Iglesia de San Julián

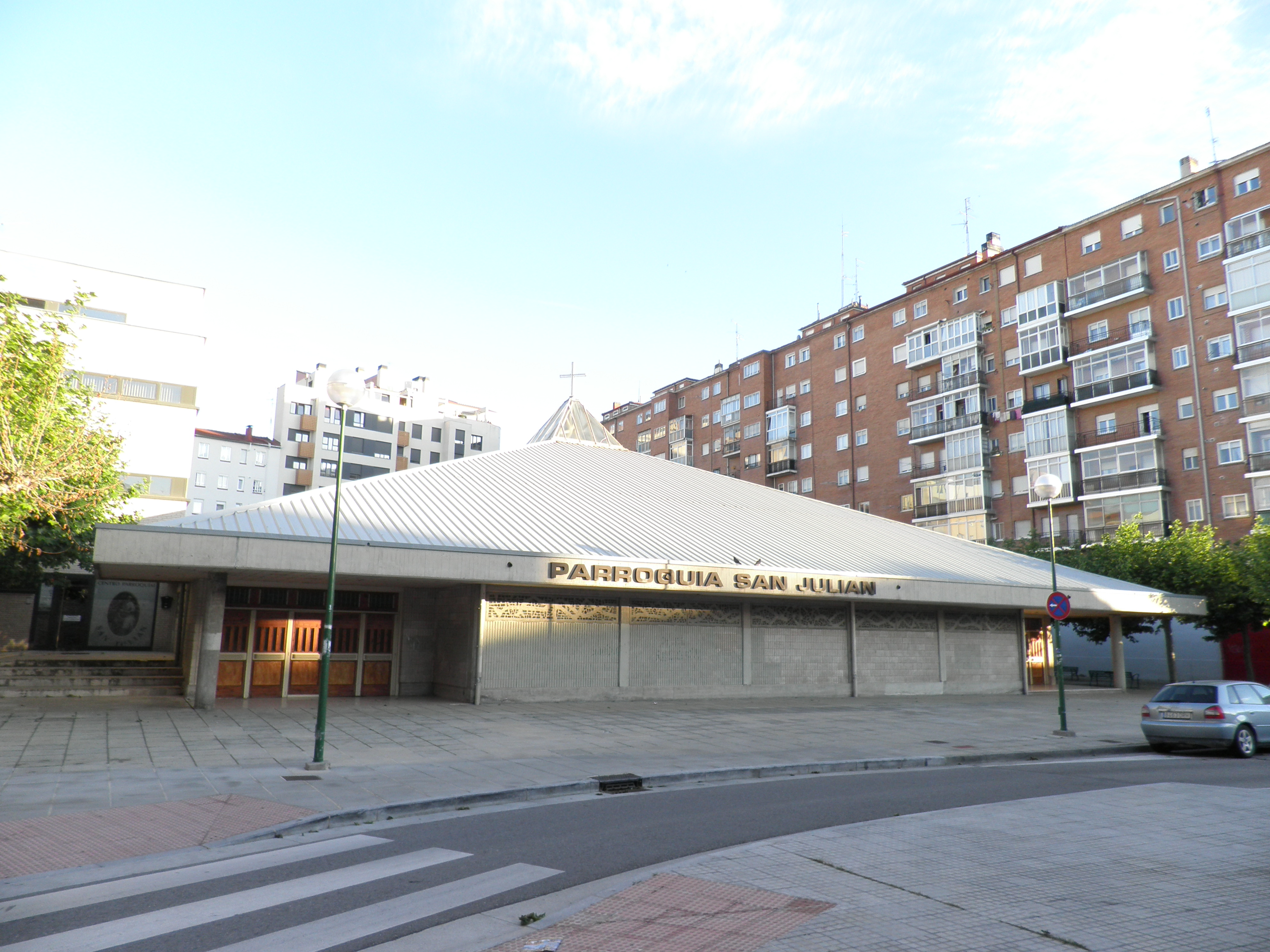
Iglesia de San Julián, en la plaza de Guadalajara.

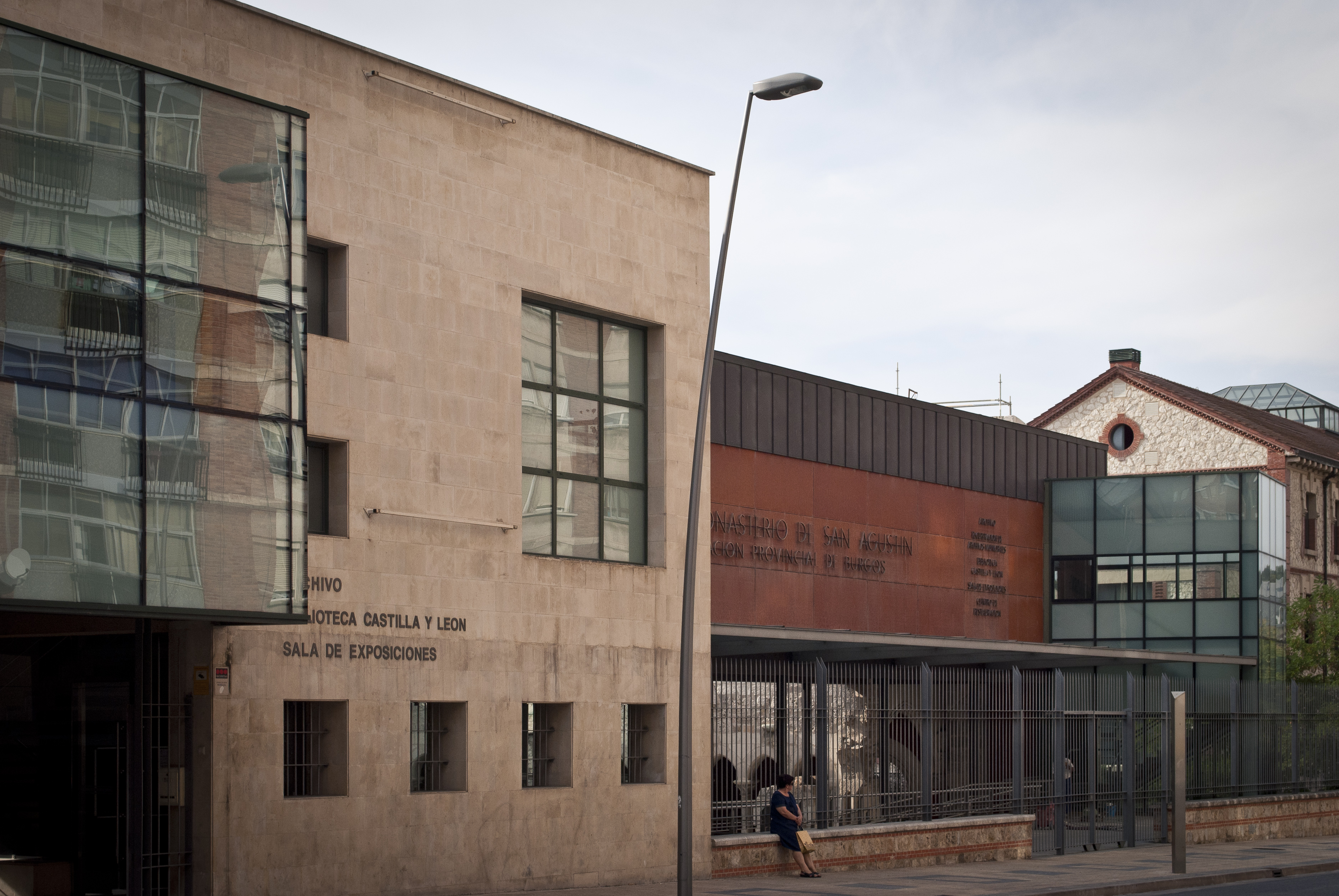
Fachada del antiguo Real Monasterio de San Agustín.

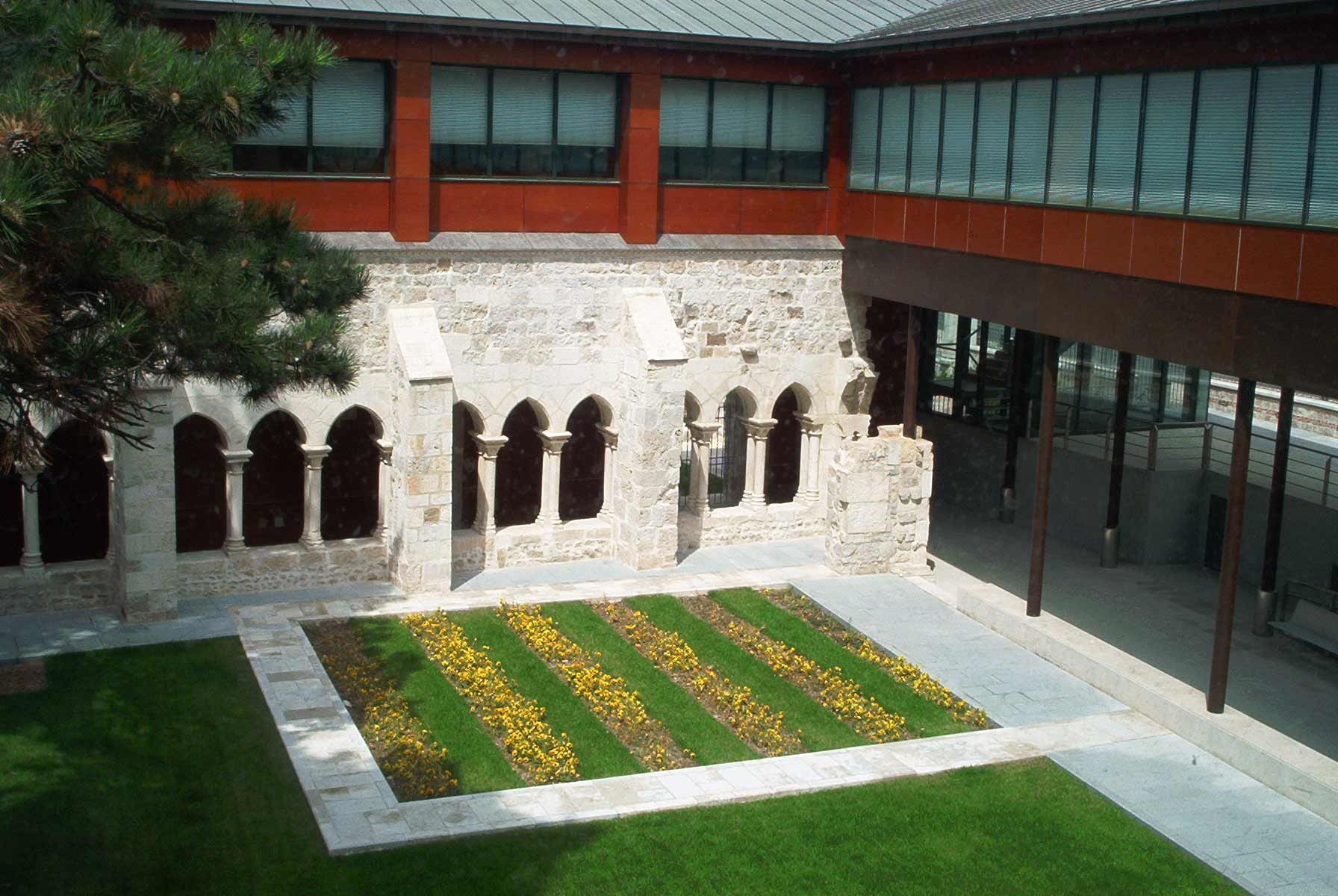
Patio del Real Monasterio de San Agustín.

- Junto al Bulevar y lindando con el barrio se encuentra el Hospital de la Concepción.

## Equipamientos
- Instituto de Educación Secundaria "Enrique Flórez", situado junto al Bulevar y lindando con el barrio.
- Colegio Público de Educación Infantil y Primaria "Padre Manjón".
- Centro de Salud "San Agustín".
- Centro Cívico "San Agustín".
- Residencia Universitaria "San Agustín", en la calle Madrid.
- Residencia "San Agustín", para personas mayores.
- Club Recrea Alhóndiga de la Fundación Caja de Burgos, en la calle Caja de Ahorros Municipal.
- Sede de la asociación de vecinos "Nuestro Barrio", en el paseo de los Pisones.
- Polideportivo "Pisones", en la calle Legión Española.  Archivado el 26 de abril de 2017 en Wayback Machine.

## Fiestas
- Fiestas en honor de San Julián Obispo, en el mes de enero (la festividad de San Julián Obispo es el 27 de enero).

## Calles destacadas
- Calle Madrid, desde el Bulevar hasta la rotonda que une con la calle de la Ventosa.
- Calle San Agustín.
- Paseo de los Pisones.
- Calle de Salas.
- Calle Cervantes.

## Autobuses
- Línea 2: Hospital Universitario-Carretera de Arcos.
- Línea C1/C2/22: Bulevar-Hospital Universitario.
- Línea 16: Carretera de Arcos-Estación de Ferrocarril por Derechos Humanos

## BiciBur
- Punto del servicio municipal BiciBur  Archivado el 28 de septiembre de 2007 en Wayback Machine. en el parque de San Agustín, detrás del Real Monasterio de San Agustín.

## Asociaciones
- Asociación de Vecinos "Nuestro Barrio".
- Sociedad Recreativo-Cultural Peña "El Monín" (el Monín fue un gran álamo de Burgos que se taló en 1990[3]).
- Grupo de Blusas "Los Julianitos".